# Billbergia domingosmartinsis
Espèce
Classification phylogénétique
Billbergia domingosmartinsis est une espèce de plantes de la famille des Bromeliaceae, endémique du Brésil.

## Distribution
L'espèce est endémique de l'État côtier d'Espírito Santo à l'est du Brésil.

## Description
L'espèce est épiphyte.